# 心圩街道
心圩街道，是中华人民共和国广西壮族自治区南宁市西乡塘区下辖的一个乡镇级行政单位。

## 行政区划
心圩街道下辖以下地区：
高新工业园社区、心圩村、和德村、罗赖村、四联村、大岭村、振兴村、明华村和新村。